# Charles Édouard Richefeu
Charles Édouard Richefeu, né le 7 janvier 1868 à Paris et mort le 5 janvier 1945 à Louerre,, est un sculpteur français.

## Biographie
Charles Édouard Richefeu naît le 7 janvier 1868 dans le 14e arrondissement de Paris
Il commence ses études par la médecine puis s’oriente finalement vers les sciences juridiques et obtient une Licence de droit.
Le 4 janvier 1896, lors de la signature de l’acte de décès de son père, Jean Jacques Richefeu, Charles Richefeu, 27 ans, déclare sa profession comme avocat à la cours d’appel. Il signe l'acte avec son frère Louis Jean Richefeu 33 ans.
Pendant trois ans, il continue comme avocat à la cour d'appel et rencontre sa future compagne qu’il  épouse à Paris le 14 juin 1898 à l’âge de 30 ans, Mlle Yvonne Louise Eugénie Bonnemère de Chavigny, 21 ans, issue d’une vieille famille d’avocats des environs de Saumur, fille de Lionel Bonnemère sculpteur, librettiste, historien, collectionneur d'œuvres d'art français et président de la Société artistique et littéraire de l’Ouest.
Avec une belle-famille d'artiste Lionel Bonnemère, historien écrivain Eugène Bonnemère, et un oncle Me Louis Charles Richefeu commissaire-priseur, l’environnement familial est favorable aux arts et à la culture.
Il a un fils à 31 ans  le 28 février 1899  au 63 boulevard Malesherbes dans le 8e arrondissement de Paris, Jean Charles Lionel Richefeu, et se déclare alors rentier sur le registre de naissance mais apparait toujours comme avocat de 1901 à 1903 sur l’Annuaire-almanach du commerce, de l'industrie, de la magistrature et de l'administration.
Il a 35 ans quand nait le 12 août 1903 boulevard Malesherbes à Paris, leur fille Odette Louise Cécile Richefeu. Charles Richefeu se déclare maintenant sculpteur sur l'acte de naissance. A cette date, il a déjà commencé à exposer à l'exposition de la Société des Artistes Français Grand Palais, Avenue Alexandre III, à Paris.
Il se consacre aux arts de la sculpture comme élève de Denys Puech et débute ses expositions à partir de 1900 par des portraits sous forme de statuettes en bronze représentant des personnes du quotidien, style de sculpture en vogue sur cette période lui permettant d’accéder à la reconnaissance publique et critique. Au salon de 1904, il se déclare comme l’élève de Raoul Verlet et devient sociétaire de la Société des Artistes Français continuant à exposer ses œuvres régulièrement dans les salons à Paris.
Dès 1909, il s’oriente vers une sculpture au service de la mémoire militaire principalement la période napoléonienne. Il reproduit les différentes armes comme la cavalerie par La charge des dragons du 1er empire, bataille de Wagram en groupe bronze que l'on peut retrouver au musée  de l’armée, l'infanterie par une statuette en bronze 1804 date du premier Empire, un groupe toujours en bronze de grenadiers, 1813  groupe de grenadiers de la Garde impériale en bronze, ou en 1916 un escrimeur tenant sous son bras une épée.
Au cours de la Grande Guerre il fait naturellement des portraits toujours expressifs sous forme de statues de soldats de son temps dans différentes postures, émotions et situation de guerre comme La Victoire en chantant qui sera utilisée pour de nombreux monuments en commémoration de cette guerre. Il continue en parallèle des sujets non militaires, activité de réalisation de bustes et de portraits qui, comme pour la plupart des sculpteurs de son époque, apporte des rentrées d’argent régulières. 
Il participe aussi en 1918 à l'exposition au Palais des Champs-Élysées où il présente aussi une œuvre non militaire dans une vitrine avec des sculpteurs français et alliés au profit des œuvres de guerre des sociétés des artistes Français et Beaux-Arts.  
En 1920 il sculpte à nouveau le premier empire et remporte une 2e médaille pour la représentation en bronze de la statue Victoire !  connue aussi sous le nom de Vive l’empereur que l’on peut retrouver au Musée de l'Armée (Paris) mais aussi au Maryhill Museum of Art en statuette de bronze. En 1922 il reproduit l’uniforme anglais, Hands Up, une statuette d’un militaire étranger avançant pistolet au poing mais aussi une patineuse en terre cuite. Il sculpte la période révolutionnaire française comme la carmagnole exposée au musée de la Révolution française ou Sans Culotte de Valmy exposée en 1924 au salon.
En 1925 il représente une statuette Tanagra en terre cuite puis les années suivantes La Ronde éternelle groupe plâtre représentation mystique d'un satyre  et d'une nymphe virevoltant, puis une vierge et son enfant Notre Dame des blés en 1929 statue en marbre destinée à l’école secondaire d’agriculture Les Ponts-de-Cé qu'il déclinera en statuette. Il réalise une statue de Rabelais bon vivant, détruite pendant la Seconde Guerre mondiale.
Avec son sens de discipline dans son travail et de Justice, les sculptures de Charles Édouard Richefeu reflètent une large gamme d'émotions, souvent liée à des thèmes historiques, commémoratifs et humanistes. Certaine mélancolies semblent liées aux combats passés, tout en célébrant l’esprit de révolte et de liberté. En particulier ses sculptures et portraits explorent des émotions profondes comme la tristesse, l’allégresse, la mélancolie, l'héroïsme, la réflexion, et l'espoir, en résonance avec les grands événements historiques marquants et les idéaux humanistes de son époque.

### Liste des œuvres exposées
On peut retrouver la liste des œuvres exposées et les médailles obtenues dans les divers catalogues publiés lors des expositions ou sur la base salons.musee-orsay. La référence de la 1re Expositions des Beaux-Arts, Société des Artistes français débute en 1673.
Liste des œuvres exposées, Salon des beaux-arts, avec numéro d'exposition dans le catalogue :
- 1902 : Portrait de M. L. P, statuette, bronze, Société des Artistes Français Grand Palais (Avenue Alexandre III) no 2809.
- 1903 : Portrait de M. E. Rouleau. statuette en bronze, Société des Artistes Français Grand Palais (Avenue Alexandre III) no 3137.
- 1904 : Portrait de M. A. R., statuette, bronze, Société des Artistes Français Grand Palais (Avenue Alexandre III) no 3249.
- 1909 : La charge des dragons[23] (1er Empire) groupe bronze, Société des Artistes Français Grand Palais (Avenue Alexandre III) no 3777.
- 1910 : 1804 statuette en bronze  et Le père François, Grenadier de la garde  groupe en bronze, Société des Artistes Français Grand Palais (Avenue Alexandre III) no 4041 et 4042.
- 1913 : 1813 Les grenadiers de la Garde groupe bronze, Société des Artistes Français Grand Palais (Avenue Alexandre III) no 4001.'
- 1914 : Obtient la médaille d'honneur[24] , 1804  grenadier de la Garde plâtre, Société des Artistes Français Grand Palais (Avenue Alexandre III) no 4309.
- 1918 : Vitrine contenant L’Alerte, Portrait du docteur X.., A l’assaut, Au profit des Œuvres de Guerre[25], Palais des Champs-Élysées no 741.
- 1919 : La Victoire en Chantant[26] Salon des Artistes français[27]
- 1920 : Obtient la 2e médaille[28] pour la statue Victoire ![29] statue bronze, Société des Artistes Français Grand Palais (Avenue Alexandre III) no 3398.
- 1921 : Statue Bronze La Victoire en Chantant, Société des Artistes Français Grand Palais (Avenue Alexandre III) no 3909.
- 1922 : Hands Up, Statuette plâtre patiné, 134e exposition Société des Artistes Français Grand Palais (Avenue Alexandre III) no 3653.
- 1923 : La Carmagnole (3 septembre 1792)[30] statue plâtre, Société des Artistes Français Grand Palais (Avenue Alexandre III) no 3618.
- 1924 : vitrine contenant,  Sans Culotte de Valmy, Le Guy, Portrait Général M., Portrait du Dr D[31]..Souvenir d'une salle d'escrime[32]
- 1925 : Tanagra Moderne statuette en terre cuite, 138e exposition Société des Artistes Français, jardin des tuileries: no 1860.
- 1927 : La Ronde éternelle groupe plâtre, 140e exposition Société des Artistes Français Grand Palais (Avenue Alexandre III) no 3506.
- 1928 :  La Ronde éternelle[33]  groupe bronze en cire perdue, Notre dame des Blés plâtre, 141e exposition Société des Artistes Français Grand Palais (Avenue Alexandre III) no 3594 et 3595.
- 1929 : Notre dame des blés statue Marbre destinée à l’école secondaire d’agriculture Les Ponts-de-Cé (Maine et Loire), La Marseillaise 1792, statue Plâtre, Société des Artistes Français Grand Palais (Avenue Alexandre III) no 3955.
- 1930 : Statue de Rabelais[34]
- 1934 : 6 Février groupe de terre cuite, 147e exposition Société des Artistes Français Grand Palais (Avenue Alexandre III) no 3932.

### Dons à l'état
- 1917 : Collection Henri Leblanc donnée à l'État le 4 août[35] : A l'assaut et Fusilier marin Jean Gouin[36]

### Monuments et Sculptures
Vive l'Empereur, Grognard de la garde impériale que l'on peut voir à Paris au musée de l'Armée .
La Victoire en chantant, exposée au Salon de 1921, a été utilisée sur plusieurs monuments aux morts des communes françaises après la Première Guerre mondiale et éditée en série, on la retrouve présente en plusieurs tailles et sur plusieurs dizaines de monuments en France et aussi à l'étranger au Tonkin(ancienne partie septentrionale du Viêt Nam), Argentine mais aussi au Canada et aux États-Unis.
La charge des dragons du 1er Empire que l'on peut retrouver au Musée de la cavalerie de Saumur

Œuvres de Charles Édouard Richefeu
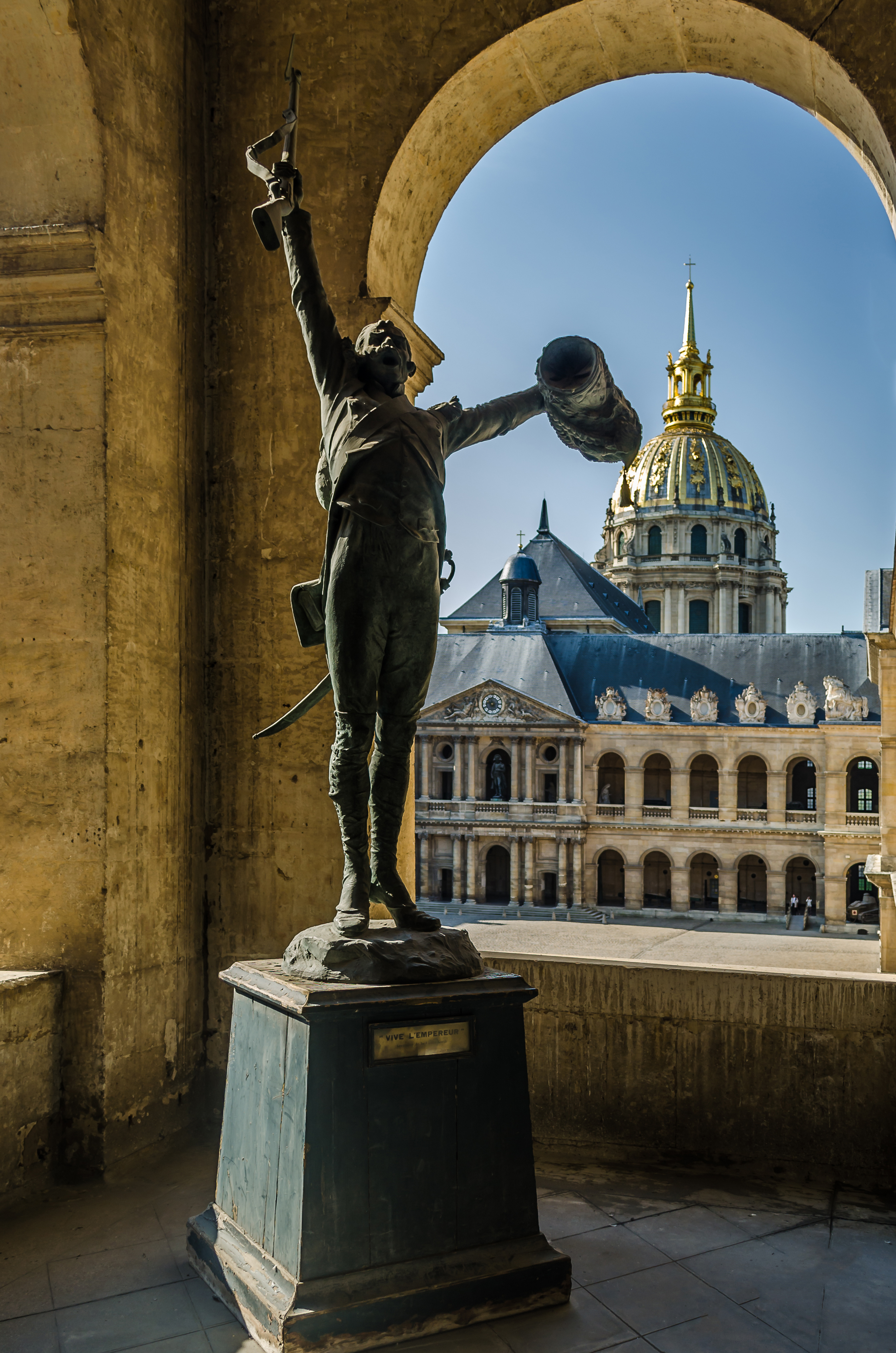
Vive l'Empereur (1914), Paris, musée de l'Armée.
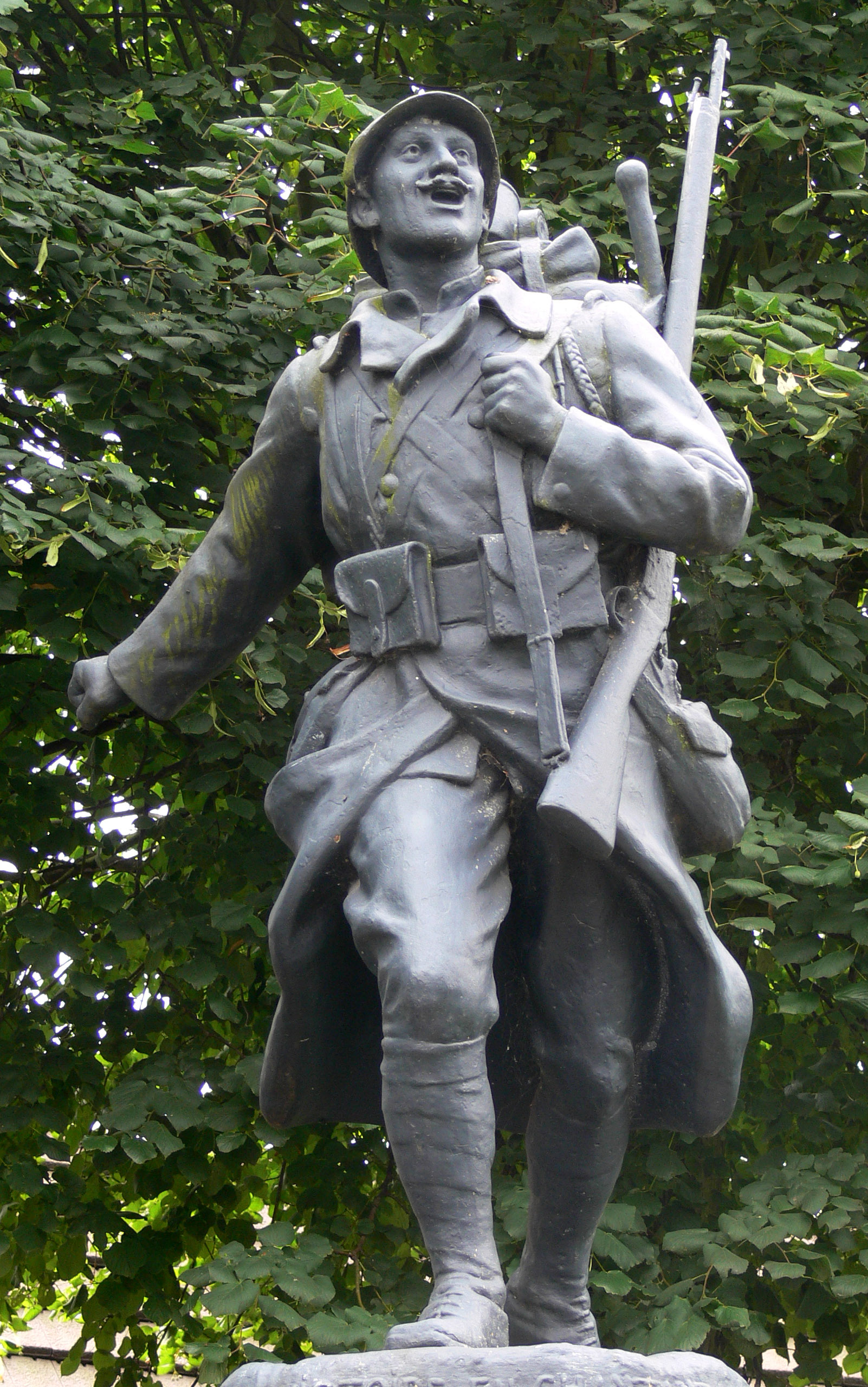
La Victoire en chantant (1919&1921) du monument aux morts de Phalempin.
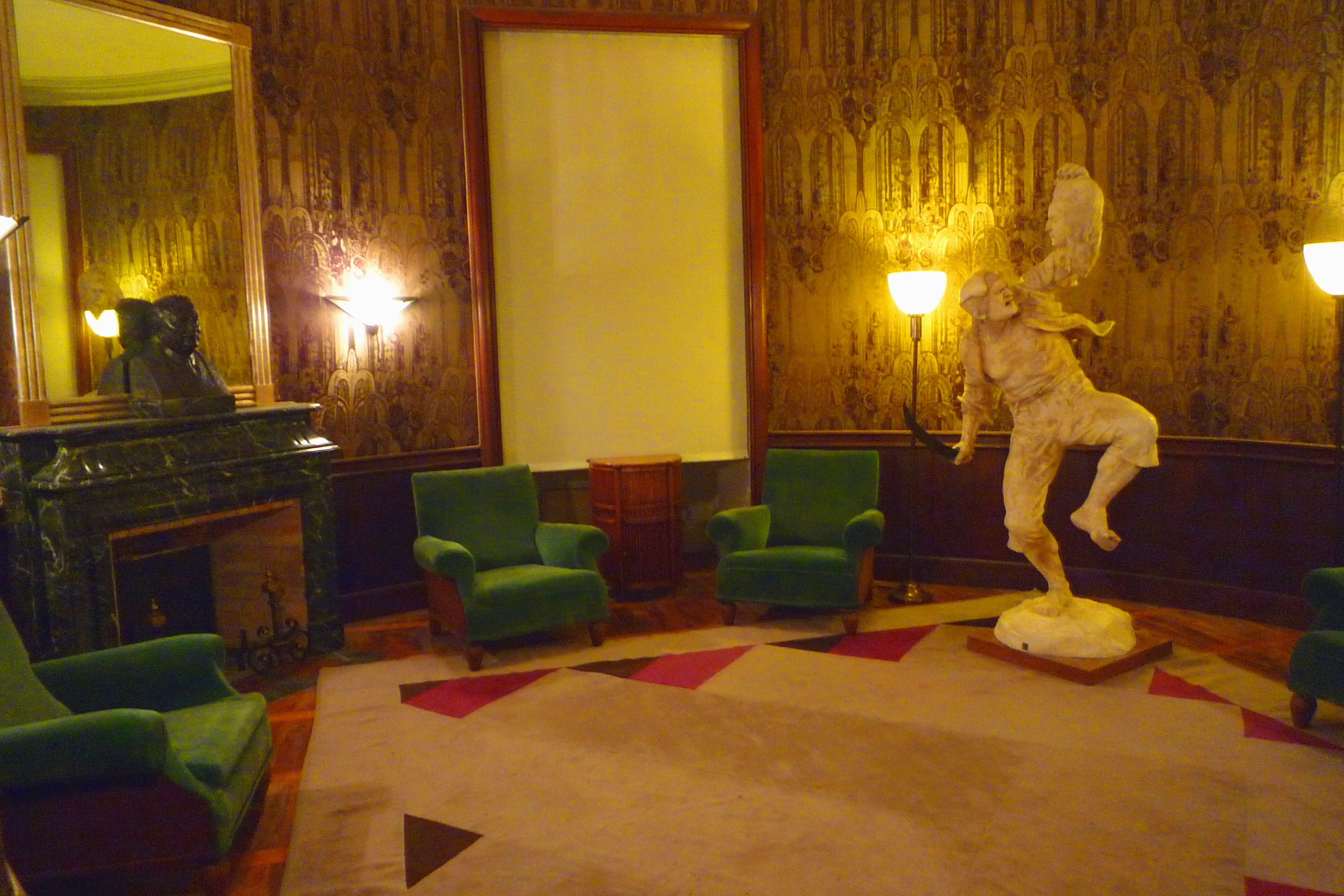
La Carmagnole (Salon de 1923), Vizille, musée de la Révolution française, salle des présidents (à droite).

## Autres Fonctions Publiques
En 1913 il habite au 6 Rue de l'Amiral-Courbet   dans le 16e et fait de fréquents séjours dans la propriété familiale de son épouse à Louerre, dans le Canton de Gennes. En parallèle à sa création artistique, il est conseillé municipal de Louerre et devient Conseiller départemental de Maine-et-Loire, Canton de Gennes élu pendant 5 ans du 14 décembre 1919 à mai 1925.
Il habite en 1937 dans la maison de famille de son épouse au château de La Felonière à Louerre ou décède son épouse à l'âge de 92 ans le 6 novembre 1969.